# 泥水のメロディー
『泥水のメロディー』（どろみずのメロディー）は、a flood of circleの2枚目のミニ・アルバム。

## 概要
- 前作に比べ、意識的にスピード感のある曲を増やしている[1]。
- 「泥水のメロディー」には、マディ・ウォーターズの「I'm Your Hoochie Coochie Man」にインスパイアされたパートがある[1]。
- ジャケットが銀河系のイメージなのは、自分達の音楽性を客観視した時に、ドロドロしているがキラキラした部分もあるように感じたことから[1]。

## 収録曲
1. 泥水のメロディー -
2. ロシナンテ -
3. Red Dirt Boogie  -
4. SWIMMING SONG  -
5. 世界は君のもの -
6. ビスケット  -